# غريغوري بيتيول
غريغوري بيتيول (بالفرنسية: Grégory Bettiol)‏ (30 مارس 1986 في رون ألب) لاعب كرة قدم فرنسي يلعب حاليا في نادي الدرجة الثانية تروا في مركز المهاجم .

## المسيرة الرياضية

### ليون
بدأ بيتيول مسيرته الرياضية في نادي ليون مع الفريق الرديف الذي يشارك في بطولة دوري الدرجة الثانية للهواة . في أبريل 2006 أعلن رئيس نادي ليون جان ميشيل أولاس بأنه وقع على أول عقد احترافي وسيمتد العقد لمدة موسم واحد وكان معه أيضا زميله مراد بن حميدة . برفقة قائد الفريق الرديف بن حميدة استطاع بيتيول تسجيل 16 هدف في 21 مباراة مساهما في تتويج الفريق الرديف ببطولة دوري الدرجة الثانوية للهواة وبالتالي الصعود إلى بطولة دوري الدرجة الأولى للهواة . كان بيتيول يعتبر من جيل الموهوبين الذين ظهروا في نادي ليون مع زملائه كريم بن زيما ، حاتم بن عرفة ، جيريمي بيرثود ، بريان بيرغونيو ، مراد بن حميدة ، وجيريمي كليمينت .

### تروا
قرر نادي ليون بيع بيتيول على نادي تروا مقابل 330 ألف يورو وشارك في أول مباراة رسمية أمام نادي غينغان حيث شارك بديلا . سجل أول هدف رسمي في 24 أغسطس في مرمى نادي باستيا وانتهت المباراة بفوز نادي تروا 2-0 .

## روابط خارجية
- غريغوري بيتيول على موقع رابطة كرة القدم الفرنسية للمحترفين (الإنجليزية)
- غريغوري بيتيول على موقع قاعدة بيانات كرة القدم.إي يو (الإنجليزية)
- غريغوري بيتيول على موقع بيانات كرة القدم. دي إي (الألمانية)
- غريغوري بيتيول على موقع ليكيب (الفرنسية)
- غريغوري بيتيول على موقع عالم كرة القدم.نت (الإنجليزية)
- غريغوري بيتيول على موقع AS.com (الإسبانية)